# Evropsko-středomořské partnerství
Evropsko-středomořské partnerství, zkratkou EUROMED, dříve nazývané Barcelonský proces, započalo v roce 1995 na konferenci v Barceloně. Jeho podstatou je posilování vazeb mezi Evropskou unií a státy v regionech Maghrebu a Mašreku. Jedním z plodů procesu bylo založení Unie pro Středomoří, která na vybudovaných vazbách staví.
Při rozšíření Evropské unie v roce 2004 přibyly dva středozemní státy. Malta a Kypr, a celkem přibylo deset členských států. Dnes se tak na Barcelonském procesu podílí kromě 27 států Evropské unie také Albánie, Alžírsko, Bosna a Hercegovina, Černá Hora, Egypt, Izrael, Jordánsko, Libanon, Mauritánie, Monako, Maroko, Palestinská autonomie, Sýrie, Tunisko a Turecko.